# Île du pilote Alekseev
L' île du pilote Alekseev (en russe : Остров Пилота Алексеева), est une île de Russie en mer de Kara.
Administrativement, elle appartient au raïon dolgano-nénètse de Taïmyr dans le Kraï de Krasnoïarsk, dans le district fédéral sibérien.

## Géographie
L'île est située dans la partie sud-est de la mer de Kara, au nord-nord-est de l'île de Taïmyr dont elle est séparée par le détroit de Toros (пролив Торос, proliv Toros) ; à leur point le plus proche, les deux îles sont distantes d'un peu moins de 2 km. À environ 3,8 km à l'ouest se trouve l'île Moiseev, tandis qu'à 2 km à l'est se trouve l'île Pilota Makhotkina. Elle fait partie de la réserve naturelle du Grand Arctique.
L'île est de forme allongée et irrégulière, orientée d'ouest en est, et mesure environ 10,8 km de longueur pour 5 km de largeur maximale dans la partie orientale. Le point le plus occidental est appelé cap Skladskoj. A l'est il atteint une hauteur maximale de 76 m au dessus du niveau de la mer et est entouré de 2 collines de 40 m au nord et de 42 m à l'ouest. A l'extrémité ouest, l'élévation est de 17 m.
Il existe une dizaine de cours d'eau saisonniers et 16 lacs, certains alimentés par de petites rivières, d'autres qui leur donnent naissance.
Géologiquement, l'île du pilot Alekseev, ainsi que les îles voisines, sont une continuation de l'archipel Nordenskiöld et sont parfois considérées comme en faisant partie.
L'île porte le nom du pilote polaire et héros national soviétique Anatoly Dmitrievich Alekseev (Алексеев, Анатолий Дмитриевич (лётчик) (ru).